# 1143 dans les croisades

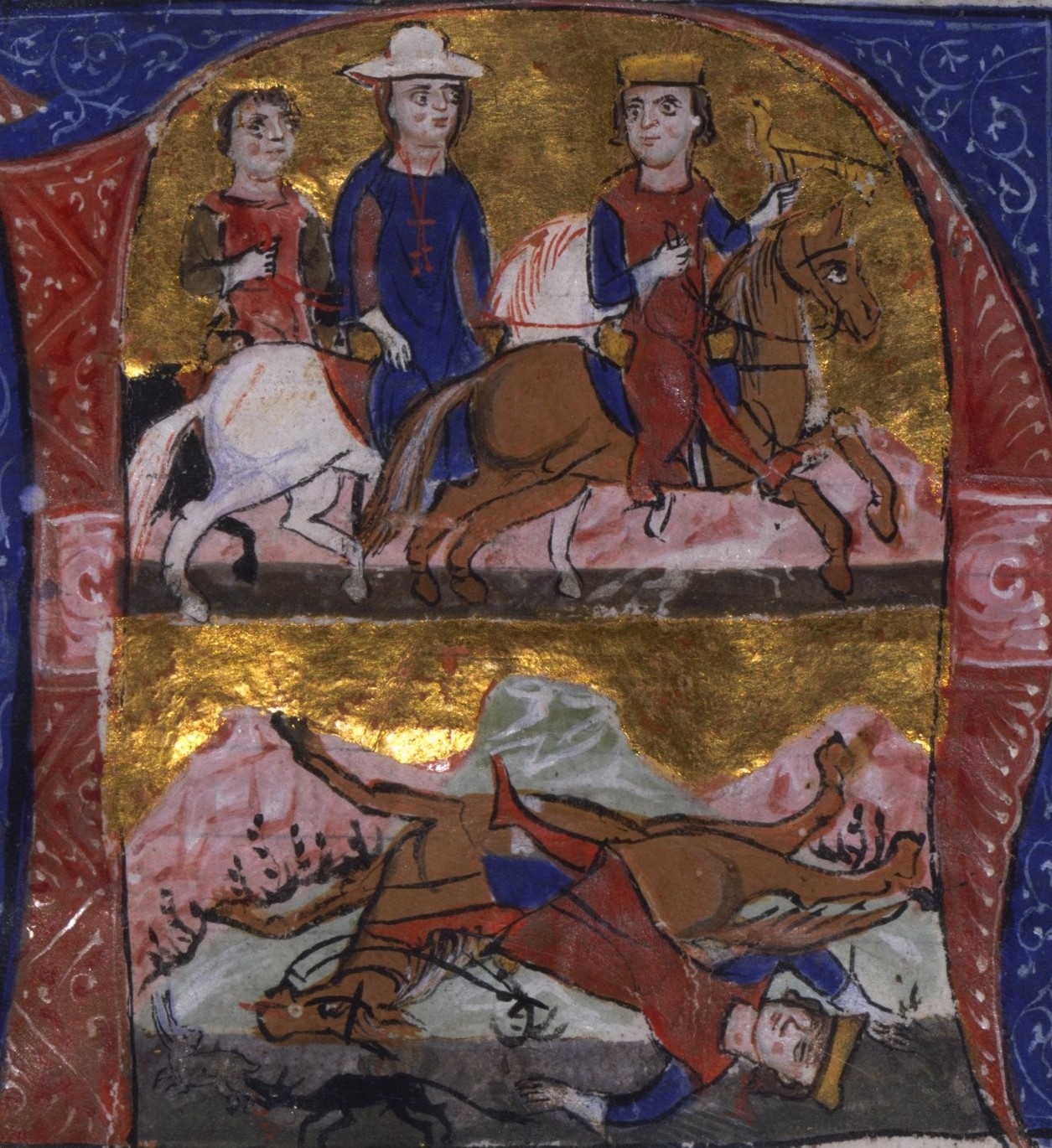
Mort de Foulque d'Anjou

Cette page regroupe les évènements concernant les Croisades qui sont survenus en 1143 : 
- 8 avril : Mort de l'empereur Jean II Comnène. Son fils Manuel Ier Comnène lui succède[1].
- 10 novembre : mort de Foulques d'Anjou, roi de Jérusalem. Son fils Baudouin III lui succède, sous la régence de Mélisende[2].
- Le prince Thoros II d'Arménie, en captivité à Byzance, s'évade et rejoint la Cilicie[2].